# Anisodes granillosa
Anisodes granillosa là một loài bướm đêm trong họ Geometridae.